# WTA Austrian Open 1986
Il WTA Austrian Open 1986 è stato un torneo di tennis giocato sulla terra rossa. È stata la 18ª edizione del torneo, che fa parte Virginia Slims World Championship Series 1986. Si è giocato a Bregenz in Austria, dal 14 al 20 luglio 1986.

## Campionesse

### Singolare
Sandra Cecchini ha battuto in finale  Mariana Pérez-Roldán con il punteggio di 6–4, 6–0

### Doppio
Petra Huber /  Petra Keppeler hanno battuto in finale  Sabrina Goleš /  Tine Scheuer-Larsen con il punteggio di 6–2, 6–4